# ОФК Бдин (Видин)
„Бдин“ е футболен клуб от град Видин, който участва в Трета аматьорска футболна лига( първа в българския аматьорски футбол). Отборът е основан през 1923 г. и играе домакинските си мачове на стадион „Георги Бенковски“ с капацитет 9000 места. Клубните цветове са червено и бяло. 
В досегашната си история „Бдин“ има едно участие в A група през 1948/49, когато завършва на предпоследното 9-о място, както и 42 сезона в Б група. За последно участва във второто ниво на българския футбол през сезон 2011/12, финиширайки на 3-то място. След края на сезона обаче се отказва от участие поради финансови проблеми.
Сред футболистите, израснали в школата на Бдин (Видин) са бившите национали Йордан Кирилов-Ганди, Никола Громков, Кирил Тодоров, Пламен Костов, Венелин Тодоров-Чопъра, Огнян Маринов, Ангел Станков-Гелето, Тошко Борисов, Димитър Попов, Пламен Симеонов, Даниел Боримиров, Росен Кирилов, Пламен Русинов, Милен Радуканов, Спас Боянов и Мартин Станков. С най-много мачове за отбора е Йордан Кирилов – 468, а с най-много голове е Огнян Маринов – 108.
Към сезон 2022/23 отборът участва в Северозападната Трета лига, където печели първото място и получава промоция за Втора лига, но на следващия сезон отпада от професионалния футбол.

## История

### Началото
Към 20-те години на 20. век във Видин има няколко малки футболни отбора. През 1920 г. е основан СК „Бдин“, който сменя името си на „Бонония“, а впоследствие отново става „Бдин“. В квартал „Калето“ е създаден отборът на „Виктория“. Многобройните тогава еврейска и турска общности във Видин също имат своите отбори – „Жабатински“ и „Туран“. Съществуват отбори като „Развитие“, „Спортист“, „България“ и др. Тези отбори са водили оспорвани битки в градското футболно първенство, а близостта на Видин с Румъния и Сърбия им е позволявало дори да играят и международни срещи. През 1923 г., когато в София се учредява Българска национална спортна федерация (БНСФ), тя задължава малките квартални клубове да се обединят. Именно тези първи клубове във Видин слагат началото на организирания футбол в града и са в основата на днешния „Бдин“.
20 май 1923 г. е точната дата, в която е вписан СК „Бдин“, след обединението, упоменато по-горе. Това се счита и за родна дата на клуба.
От старта на първенството на България от 1924 година видинските отбори участват активно в елиминациите, но без успех.

#### 30-те
Първият пробив идва през 1930 година. Тогава първенството продължава да се провежда на принципа на директната елиминация. Видинският отбор, тогава под името „Виктория 23“, пътува до Велико Търново, където играе с местния „Слава“ (според статистици възможно е отборът на Велико Търново да е носил и имената „Виктория“ или „Трапезица“) и губи с 6 на 2. През следващия сезон видинският „Виктория 23“ отново се включва в първенството, като този път гостува на другия отбор с името „Слава“ от Ямбол и отново губи, но този път с 3 на 1.
През следващите години видинският клуб не участва на ниво Държавно първенство, но във Видин футболът продължава своето развитие. „Виктория 23“ се завръща в първенството през 1936 година. Видинчани елиминират във Видин „Победа 26“ Плевен с категоричното 4 на 2. В следващия кръг обаче жребият ги праща срещу бъдещия държавен първенец – столичния „Славия“ и те губят във Видин с 6 на 1.
1937 година се създава Национална футболна дивизия и Окръжни спортни области. През 1937 година „Бдин“ играе в предварителните елиминации и пада в Русе от „Левски“ с 3 на 0.

##### 40-те
Следва период от няколко години, в които водещ тим е „Виктория 23“. Отборът участва във Видинската спортна област, но не достига до елиминациите. През 1940 година обаче под името „Бдин“ видинчани се включват успешно в турнира за Купата на царя. Те побеждават с минималното 1 на 0 „Цар Крум“ Бяла Слатина и отиват на четвъртфинал. Там играят с единия от финалистите „Левски“ Русе и губят с 1 на 4. На следващата година видинчани отново са на четвъртфинал. В първата среща „Бдин“ елиминира „Белите орли“ Плевен с 5 на 3. Интересно е, че през тези години в първенството и в турнира за Царската купа участват отбори от Вардарска Македония и Беломорска Тракия, които по време на Втората световна война са под административно управление на България. На четвъртфинала жребият праща „Бдин“ да играе срещу бъдещия носител на царската купа столичния „АС 23“ и видинчани губят у дома с 0 на 3.
Идва и 1946 година, когато под името „Бенковски“ видинчани се включват успешно и в държавното първенство, където са 3-ти и в турнира за новоучредената Купа на Съветската армия. На осминафиналите „Бенковски“ бие с класическия резултат 3 на 0 „Локомотив“ Мездра, но на четвъртфинала отново жребият не е на страната на видинчани. Съперник им е бъдещият носител на купата „Левски“ София, но в мъжки мач „Бенковски“ отстъпва с минималното 1 на 0.
В паметния сезон 1948/49 „Бенковски“ става основател на Републиканската футболна дивизия. 10 отбора – столичните „Левски“, „ЦДНВ“, Славия, „Локомотив“ и „Спартак“, „Ботев“ Варна, „Ботев“ Бургас, „Славия-Ченгелов“ Пловдив, „Марек“ Дупница и „Бенковски“ Видин учредяват Републиканска футболна дивизия, която предхожда българската А група. Видинчани започват първенството под името „Бенковски-Спортист“, но се преименуват на „Бенковски“ преди старта на пролетния полусезон. „Бенковски“ завършва на 9. място в класирането, като постига 2 победи, 4 ремита и инкасира 12 загуби с голова разлика 13 на 35 и отпада от групата. През 1949 г. „Бенковски“ играе успешно и в турнира за Купата на Съветската армия. На осминафиналите жребият определя „Бенковски“ да почива. На четвъртфиналите жребият ги праща срещу стария познайник „Славия“, от който губят в София с 4 на 0.

###### 50-те
Първенството за сезон 1949/50 започва нормално, но след изиграването на три кръга от есенния дял то е прекратено. На 27 август 1949 г. Централният комитет на Българската комунистическа партия взема решение за реорганизация на физкултурното движение у нас по съветски модел. На 27 септември 1949 г. Върховният комитет за физкултура и спорт предприема конкретни действия за нейното прилагане. По подобие на структурата в Съюза на съветските социалистически републики в Народна република България се образуват доброволни спортни организации на ведомствен принцип към съответните отраслови профсъюзи:
ДСО Академик – на преподавателите и студентите във висшите и полувисшите учебни заведения, както и на работещите в областта на науката.
ДСО Динамо – на служителите и работниците в системата на пощите, съобщенията, леката и хранително-вкусова промишленост.
ДСО Енергия (преименувана през октомври с. г. на ДСО Торпедо) – на служителите и работниците в системата на транспорта, тежката промишленост, електрификацията и минното дело.
ДСО Спартак – на служещите в системата на Министерството на вътрешните работи (МВР).
ДСО Строител – на работещите в областта на строителството, здравеопазването, земеделието, горската и дърводобивна промишленост, както и на военнослужещите в Трудовата повинност.
ДСО Червено знаме – на работещите в областта на местната администрация, търговията, културно-просветните учреждения, банковото и застрахователно дело.
Продължават да съществуват и спортни клубове на военнослужещите в Българската народна армия (БНА).
Взето е решение новият шампионат да се провежда както в СССР по системата „пролет-есен“ и да започне през месец март следващата година.
За надпреварата в сезон 1950 г. видинският клуб по партийна повеля е прекръстен на „Строител“ (на работещите в областта на строителството, здравеопазването, земеделието, горската и дърводобивна промишленост, както и на военнослужещите в Трудовата повинност) и играе успешно в Северна Б РФГ, като се класира на престижното 5. място с 8 победи, 3 равни мача и 7 загуби с голова разлика 26:24, но неясно по какви критерии изпада.
От следващия сезон се сформира единна Б РФГ, а „Строител“ Видин се бори здраво в окръжната група. Става първи и се завръща в Б група под името „Червено знаме“ (отбор на работещите в областта на местната администрация, търговията, културно-просветните учреждения, банковото и застрахователно дело). В единната Б група през 1952 година „Червено знаме“ Видин завършва на 9. място с 8 победи, 6 равенства и 10 загуби и с голова разлика 26 на 27.
След края на сезона следва нова реорганизация на футболното първенство. От следващия сезон се създават 5 Б РФГ на териториален принцип – Североизточна, Северозападна, Югоизточна, Югозападна и Софийска в състав от по 12 отбора. През тази 1952 г. видинчани играят и в турнира за Купата на Съветската армия. В 1. фаза на предварителния кръг те побеждават като домакини с 3 на 1 „Торпедо“ Плевен, но във 2. кръг отпадат след продължения от „ВВС“ в София с 2 на 1.
„Червено знаме“ Видин играе следващата 1953 г. в Северозападна Б РФГ, като завършва на 6. място със 7 победи, 7 равенства и 8 загуби с голова разлика 32 на 30.
През следващия сезон „Червено знаме“ е на 7 място с 8 победи, 6 равни мача и 8 загуби с голова разлика 25 на 21. Сезонът е запомнящ и с това, че член на групата е „Урожай“ Ново село и се играе първото окръжно дерби на ниво Б група. Отборът на „Урожай“ също остава в групата, завършвайки на спасителното 10. място (групата е от 12 отбора, а изпадат последните два).
1955 г. е сезонът, в който „Червено знаме“ Видин е страшилище за съперниците си и в лют спор с „Локомотив“ Горна Оряховица завършва на първо място в групата на две точки преднина от съперника си. Видинчани постигат 10 победи, 11 равенства и само 1 загуба с голова разлика 29 на 13. По регламент петте първенци на отделните Б РФГ и 11-ият в крайното класиране на А РФГ „Завод 12“ София участват в квалификационен турнир за попълване на А РФГ. В този турнир обаче „Червено знаме“ за съжаление завършва на 5. място само с една победа, два равни и две загуби и отпада. През тази година явно силите са хвърлени в първенството, защото в турнира за купата на Съветската армия видинчани отпадат на шестнайсетинафиналите като гости с 2 на 1 от „ДНА“ Русе.
От сезон 1956 г. има нова реорганизация на групите. Създадени са още две Б групи – Северна и Южна и така общият брой на Б групите достига до 7. През този сезон видинчани се класират на престижното 4. място с 12 победи, 2 равни и 8 загуби с голова разлика 34 на 26. И следващия сезон не минава без промени. Седемте Б групи са закрити и се формират две нови Б РФГ – Северна и Южна. Поради тази причина през сезон 1956, мястото си в новите Б групи запазват само първите няколко отбора от седемте Б РФГ, докато всички останали изпадат в Окръжните групи. Предстоят обаче още промени. Преди началото на сезона се създава БСФС (Български съюз за физическа култура и спорт), който започва да ръководи като държавен орган спортното движение в България. Съществуващите до този момент ДСО (Доброволни спортни организации) се реорганизират от отраслов на териториален принцип. Във връзка с това по време на сезон 1957 много от клубовете възвръщат традиционните си имена или приемат нови такива. Така „Червено знаме“ отново е „Бенковски“.
Играта на „Бенковски“ през сезон 1957 г. в доста силната вече Северна Б РФГ е на приливи и отливи, но тимът завършва на 7. място с 11 победи, 9 равенства и 10 загуби с голова разлика 34 на 26.
Сезон 1958 в А РФГ е преходен, тъй като първенството преминава от цикъл пролет-есен към цикъл есен-пролет. Отборите играят само една среща помежду си в един пролетен полусезон. Поради това е взето решение да няма изпадащи и влизащи отбори в А и двете Б РФГ. През този сезон без значение „Бенковски“ е на 5. място в класирането.
В кампанията през 1958/59 „Бенковски“ играе добре и завършва на 11. място, но поради поредните промени в групите е изпадащ отбор. Видинчани са с 30 точки, само на 2 от спасителните 32, които има деветият „Ботев“ Враца. И така от следващия сезон 1959/60 двете Б групи са обединени в единна Б РФГ. Взето е решение от Северната и Южната Б РФГ да изпадат отборите от 9-о до 16-о място в крайното класиране през сезон 1959/60. Поради реорганизация в долните футболни дивизии и факта, че през сезон 1958 те играят пълен сезон пролет-есен за разлика от А и двете Б РФГ, няма влизащи отбори в новата единна Б РФГ. През сезон 1959/60 на трето ниво се създават четири Зонови футболни групи, а досегашните Окръжни футболни групи стават четвърто ниво в българското футболно първенство. Следващите нови членове на Б РФГ през сезон 1959/60 се излъчват от новите Зонови футболни групи.

###### 60-те
Две години „Бенковски“ се бори в Зоновите групи и през сезон 1960/61 е първи в групата си и се завръща в Б група. През 1961 година на 18 юни е и официалното откриване на новопостроения стадион „Георги Бенковски“ във Видин.
В сезон 1961/62 късметът помага на „Бенковски“ отново да не изпадне. Отборът е на предпоследното 15. място в зоната на изпадащите, но отново в българския футбол има промяна в групите – от сезон 1962/63 единната Б РФГ е решено да бъде разделена на две Б РФГ на териториален принцип. Поради това през този сезон няма изпадащи отбори от Б РФГ. Преди това в сезон 1961/62 „Бенковски“ достига и до осминафиналите за купата на Съветската армия и отпада драматично. На 1/16-финалите „Бенковски“ побеждава на два пъти „Ракета“ Габрово с 1 на 0 и 4 на 1 и се класира на осминафиналите. Там обаче ги чака „Левски“. След мъжки мач във Видин и резултат 0 на 0, в София видинчани отпадат с минималното 1 на 0.
Вече в Северна Б група през изданието 1962/63 „Бенковски“ Видин са един от водещите отбори в нея. Тимът завършват на 5. място от 19 отбора с 15 победи, 11 равни и 10 загубени мача. Головата разлика е 53 на 41 гола.
В новата надпревара през 1963/64 обаче видинчани с мъка се спасяват от изпадане от Северната Б група. Те завършват 12. с 29 точки, само точка над чертата за изпадане от 15. място надолу. През този сезон „Бенковски“ постига 13 победи, 3 равенства и цели 18 загуби с голова разлика 43 на 49. Следващия сезон видинчани обаче играят стабилно и завършват на спокойното 7. място в групата. Те са сигурен домакински отбор и постигат 15 победи, 4 равенства и 15 загуби с голова разлика 59 на 52.
Първенството през 1966/67 е много силно за „Бенковски“, но отборът отново не е първи. Видинският отбор е на 3. място в класирането с 43 точки, на цели 8 от първия „Спартак“ Плевен. Видинчани постигат внушителните 17 победи, 9 равенства и инкасират 10 загуби. Силното нападение на „Бенковски“ отбелязва 63 гола и е второ по резултатност в групата. Първи са плевенчани само с гол повече. Вече четири сезона няма промени в групите на втория ешелон и „Бенковски“ се утвърждава като един от стабилните отбори в Северната Б група.
В изданието на първенството през 1967/68 „Бенковски“ е на 6. място в групата с 13 победи, 8 равенства и 13 загуби. Видинчани отново са втори при реализаторите с отбелязан 51 гола, изпреварени само от първенеца „Дунав“ Русе.
Следва един изключително силен сезон през 1968/69 за играчите на „Бенковски“, но отново не са първи. Те завършват на 2. място в групата с 46 точки, на 5 точки зад първия „Етър“ Велико Търново. През този сезон нападението на видинчани е страховито. Те отбелязват в противниковите врати цели 70 гола и тимът е първи по този показател. „Бенковски“ постига внушителните 20 победи, 6 ремита и само 8 загуби, но мечтата за А група отново се изплъзва.
Идва и сезон 1969/70, а това е и последният сезон, когато видинчани играят под името „Бенковски“. Футболистите от Видин завършват на престижното 4. място с актив от 14 победи, 9 равенства и 11 загуби с голова разлика 52 на 42.

###### 70-те
Първенството 1970/71 е изключително инфарктно и драматично за видинските привърженици, а и за целия град. Отборът вече носи името „Бдин“ и над стадион „Бенковски“ във Видин ехти „Бдинци, лъвове титани…“ и с името „Бдин“ видинчани правят фурор в групата, но отново са втори. След лудо преследване и много драматични обрати първи става тимът на „ЖСК-Спартак“ Варна с 54 точки, а „Бдин“ е втори с 51. Бдинци мачкат всички по пътя си и завършват с 23 победи, 5 равни и само 6 загуби, което отново е недостатъчно, за да са първи. Головата разлика също е респектираща – 63 на 27. През този сезон „Бдин“ играе успешно и в турнира за купата на Съветската армия. „Бдин“ елиминира на 1/16-финалите „Лъсков“ Ямбол с 2 на 0 и влиза в груповата фаза, по каквато схема се играе тогава. Жребият праща видинчани в една група с бъдещия носител на купата „Левски-Спартак“, „Чардафон-Орловец“ Габрово и „Дунав“ Русе. „Бдин“ претърпява три загуби – с по 2 на 0 от „Левски-Спартак“ и от „Чардафон-Орловец“, и прави интересен мач с „Дунав“ за 3 на 2.
1971/72 видинчани отново са сред силните отбори в групата. Те завършват на 5. място с 16 победи, 7 равенства и 11 загуби с голова разлика 49 на 35.
Предстои сезон 1972/73, през който „Бдин“ отново е втори, но заедно с „Чавдар“ Троян, „Лудогорец“ Разград и „Христо Кърпачев“ Ловеч са извадени от групата. Причината, обявена от Футболния съюз, е лаконична – „несъвместими със спортния морал деяния и закононарушения“. Второто място през сезона „Бдин“ постига с 19 победи, 8 равни мача и 7 загуби с голова разлика 54 на 20. През тази година „Бдин“ отново е в груповата фаза за купата. В паметен мач видинчани елиминират на стадион „Бенковски“ седмия от А група „Локомотив“ София с 2 на 0 на 1/16-финалите. В груповата фаза сценарият е познат – Бдинци са в групата на бъдещия носител на трофея „ЦСКА – Септемврийско знаме“. В групата е и другият финалист в турнира „Берое“ Стара Загора, а третият отбор е „ЖСК-Спартак“ Варна. През това издание на турнира „Бдин“ се представя повече от достойно – трудно пада от ЦСКА – Септемврийско знаме" с 2 на 1, бори се мъжки със силния тим на „Берое“ за загубата с 5 на 2 и побеждава варненци с 2 на 0.
През следващия сезон 1973/74 „Бдин“ вече във В група закономерно става първи и се връща в Б група за сезон 1974/75. След поправителния изпит в по-долната дивизия Бдинци отново са сред силните отбори и завършват сезона на 5. място с 16 победи, 11 равенства и 11 загуби с голова разлика 47 на 33. В турнира за купата на страната „Бдин“ отново е в груповата фаза. Във Видин Бдинци елиминират с 1 на 0 „Пирин“ Благоевград и се класират в групите. В групата са отборите на „Левски-Спартак“, „Спартак“ Плевен и „Академик“ София. „Бдин“ побеждава драматично с 3 на 2 „Спартак“, но губи от „Левски-Спартак“ с 3 на 0 и от „Академик“ с 2 на 0 и отпада.
Следва един спокоен средняшки сезон 1975/76, в който „Бдин“ финишира на 9. място. Видинчани записват 16 победи, 9 равенства и 13 загуби с голова разлика 43 на 44. Турнирът за Купата на България е с повече емоции за видинската публика. В 1/32-финалите „Бдин“ играе в Белоградчик с местния „Асен Балкански“ и го елиминира с 4 на 2. В драматичен мач във Видин Бдинци елиминират в следващата фаза с 3 на 2 „Светкавица“ Търговище и се класират на осминафинал. Жребият праща във Видин бъдещия финалист в турнира и шампион на България „ЦСКА-Септемврийско знаме“. На препълнения стадион „Бенковски“ червените елиминират „Бдин“ с класическото 3 на 0.
Изданието на първенството 1976/77 е отново много интересно и въпреки добрите си игри „Бдин“ не успява да се пребори за първото място. Видинчани са трети с 48 точки, на 4 точки от първия „Черно море“ Варна. Битката през сезона за първото място се води от три тима – „Черно море“, „Етър“ Велико Търново и „Бдин“. Варненци и „Етър“ завършват с равен брой точки по 52, но по-добрата голова разлика класира „Черно море“ в А група. За пореден път феновете във Видин са разочаровани от това, че Бдинци пак не успяват да направят пробив в А група. За третото място „Бдин“ постига 20 победи, 8 равенства и 10 загуби с голова разлика 53 на 26.
Сезон 1977/78 отново се развива по познатия сценарий – „Бдин“ е втори и отново силният му отбор не успява да влезе в А група. По това време се ражда и фразата, че ако влизат два отбора „Бдин“ ще е трети, ако влизат три „Бдин“ ще е четвърти. Иначе видинчани правят страшен сезон – 21 победи, 9 равенства и 9 загуби. Нападението е безпощадно с 62 гола, а защитата най-добрата в групата с допуснати само 32 гола. Въпреки тези показатели първи е „Спартак“ Плевен с 55 точки, с 5 повече от „Бдин“. Следва един спокоен сезон, в който Бдинци завършват на 12. място с 15 победи, 6 равни мача и 17 загуби с голова разлика 50 на 41.
През 1979/80 Бдинци отново играят силно, но отново са далеч от класиране в А група. През този сезон те са на 5. място с 18 победи, 9 равни и 15 загуби с голова разлика 52 на 42. Първи става изключително силният отбор на „Академик“ София, който успява да реализира цели 100 гола.

###### 80-те
Следващия сезон „Бдин“ бележи спад и от 22 отбора в групата завършва на непрестижното 16. място с 37 точки, на 5 от зоната на изпадащите два тима. Бдинци взимат 12 победи, правят 13 равни мача и губят 17 при голова разлика 34 на 46.
Следва отново сезон на разочарование. През 1981/82 в А група влиза директно първият отбор в групата, а вторият играе бараж и „Бдин“ е трети. Видинчани завършват с 47 точки на три от втория „Шумен“. „Бдин“ записва 16 победи, 15 равни мача и 11 загуби с голова разлика 42 на 37. В турнира за Купата на Съветската армия в един много драматичен мача на стадион „Бенковски“ във Видин „Бдин“ и „Ботев“ Враца правят един от дерби мачовете си през годините. Срещата е във фаза 1/32-финали и в редовното време завършва 1 на 1, но в продължението врачани вкарват гол и елиминират „Бдин“.
През 1982/83 „Бдин“ е набеден от федерацията, че е уредил мач. Всъщност „Бдин“ са изключително силен отбор и побеждават наред. Нападението е страховито – вкарва 66 гола. Видинчани са с 17 победи, 5 равни и 12 загуби и със спечелените 39 точки са втори и са в зоната за бараж, но от федерацията доказват следното – има опит за уреждане на резултата в срещата с „Доростол“ Силистра. Футболната централа наказва „Бдин“ с отнемане на 6 точки, което автоматично го вади от зоната за бараж, а там попада „Осъм“ Ловеч. Поради тази причина през този сезон „Бдин“ е класиран на 10. място. Така една реална възможност е изпусната благодарение на нечие недомислие или на недобре направена уговорка. За силния отбор на „Бдин“ през този сезон говори и фактът, че тимът достига до четвъртфинал от турнира за Купата на Съветската армия, който се провежда успоредно с новоучредения турнир за Купата на Народна република България. На 1/32-финалите „Бдин“ побеждава с 1 на 0 като гост „Димитровград“. В следващата фаза елиминира отново като гост с 1 на 0 „Сокол“ от кв. „Бенковски“ в София. На осминафинала бие с 2 на 1 след продължения „Спартак“ в Койнаре, но на четвъртфинала е елиминиран от бъдещия носител на Купата „Локомотив“ Пловдив с 4 на 1.
През следващия сезон футболната централа решава да направи нови промени, които пращат „Бдин“ за по-следващия сезон във В група. Вече доста години Б РФГ се състои от две групи Северна Б РФГ и Южна Б РФГ, всяка от които е по 18 отбора. От следващия сезон 1984/85 се взима решение да се формира една (единна) Б РФГ с 22 отбора. Във връзка с тази реформа в А РФГ за сезон 1984/85 влизат само първенците на Северна Б РФГ и Южна Б РФГ, класиралите се на второ място отбори в Северна Б РФГ и Южна Б РФГ играят квалификации за влизане с отборите, които загубят квалификациите за оставане в А РФГ. Играят се две срещи на разменено гостуване, като отборите от Б РФГ са домакини на реваншите.
Класиралите се от 3. до 8. място отбори в Северна Б РФГ и Южна Б РФГ остават в Б РФГ за сезон 1984/85.
Класиралите се от 9. до 12. място отбори в Северна Б РФГ и Южна Б РФГ играят квалификации за оставане в Б РФГ. Играят се по две срещи на разменено гостуване по групи – 12-ия срещу 9-ия и 11-ия срещу 10-ия, посочените на второ място отбори са домакини на реваншите.
Класиралите се от 13. до 18. място отбори в Северна Б РФГ и Южна Б РФГ изпадат в съответната В РФГ за сезон 1984/85. „Бдин“ през този сезон е именно на фаталното 13. място и отива във В група.
За „Бдин“ следват два сезона в аматьорския футбол. През първия сезон 1984/1985 Бдинци не успяват да преборят „Локомотив“ Горна Оряховица, които стават първи и се връщат в Б група, но през сезон 1985/86 няма кой да спре видинчани и те се завръщат в единната Б група.
В първенството през 1986/87 основната цел на „Бдин“ е да се задържи в много силната тогава Б група и успява. „Бдин“ се класира на 11. място с 36 точки, с три над зоната на изпадащите. Видинчани постигат 15 победи, 6 равенства и 17 загуби с голова разлика 51 на 59. Следващия сезон „Бдин“ вече отново е от силните отбори в групата и е 5. с 18 победи, 5 равни мача и 15 загуби с голова разлика 53 на 45.
През 1988/89 Бдинци изпускат позицията и финишират на 13. място. Активът им е 13 победи, 11 равенства и 14 загуби при голова разлика 41 на 50. 1989 година е преломна за много събития в страната, както и за футбола.
Идването на демокрацията променя обществения, а и спортния живот. Предстоят интересни обрати в историята на „Бдин“. През първенството 1989/90 „Бдин“ прави много силен сезон, но остава 5. в класирането, а пък през този сезон цели три отбора влизат в елита. По време на шампионата Бдинци са втори и трети в лудо преследване на А група, но в крайна сметка първите три места заемат „Янтра“ Габрово, „Миньор“ Перник и „Хасково“. Бдинци спечелват 19 победи, постигат 7 равенства и падат в 12 мача с голова разлика 62 на 41 и събират 45 точки. С 5 по-малко от третия.

###### 90-те
В следващия сезон „Бдин“ е в криза и изпада във В група. Бдинци завършват на 17. място, точно под чертата за изпадане. През целия сезон видинчани се борят здраво, но със спечелените само 27 точки са с три по-малко от спасителното 16. място. Сезонът е слаб – само 9 победи и 9 равенства, а са инкасирани цели 18 загуби при голова разлика 30 на 44.
Един сезон обаче е достатъчен на „Бдин“ и отборът се връща отново в Б група. Бдинци мачкат всички в Северозападна В група. През този сезон има силни мачове от турнира за Купата на България, както и присъствие на румънски играчи и румънеца Николае Замфир на треньорския пост. Във втория кръг от турнира „Бдин“ елиминира „Сторгозия“ Плевен с 2 на 0. В следващия кръг като гост „Бдин“ отстранява „Янтра“ Полски Тръмбеж с 3 на 1. Следващият съперник е „Дружба“ Професор Иширково, като Бдинци взимат и двата мача със служебни победи с 3 на 0. На 1/16-финалите съперник на „Бдин“ е „Черноморец“ Бургас – отбор от А група. „Бдин“ губи първия си мач в Бургас с 2 на 0, но в реванша пред препълнени трибуни успява да върне двата гола и да стигне до продължения и дузпи. Герой за „Бдин“ в този мач става вратарят Ваньо Иванов. Той спасява една дузпа в редовното време, а при изпълнението на наказателните удари прави нещо феноменално – спасява три последователни дузпи. Видин е в еуфория и чака следващия съперник – „Ботев“ Пловдив, където по това време доиграва кариерата Божидар Искренов-Гибона. Първият мач е във Видин и Бдинци се представят повече от достойно – 0 на 0. В реванша „Ботев“, който достига до полуфинала на турнира, елиминира „Бдин“ с 5 на 0.
„Бдин“ се завръща в Б група, но завръщането е катастрофално. През сезон 1992/93 „Бдин“ е на последното 20. място, но не изпада. От футболната централа решават да правят отново две Б групи – Северна и Южна и няма изпадащи отбори. През сезона Бдинци играят слабо и допускат 24 загуби, а печелят едва в 4 мача и правят 9 равенства. Отбелязват едва 25 гола, а им вкарват 83.
Кризата продължава и през 1993/94 – младият отбор на „Бдин“ е на последното 14. място в Северна Б група. Равносметката е 7 победи, 3 равни и 16 загуби с голова разлика 24 на 47. Все пак в групата от следващия сезон играе отбор от Видин – това е новосъздаденият „Локомотив“. „Локомотив“ обаче завършва на предпредпоследното 14. място и изпада, а през следващия сезон престава и да съществува.
След като през сезон 1993/94 „Бдин“ изпада от Б група, следват мъки в третия ешелон. Тимът финишира кампанията 1994/95 на 10-о място в Северозападната В група. На следващата година – 1996-а, позицията е 13-а. През 1997 г. „Бдин“ е закотвен на дъното в крайното класиране – 14-о, но не изпада в зоните, защото междувременно от дивизията са изхвърлени отборите на „Роман“ и „Чумерна“ Eлена.
Следва надпреварата през 1997/98, в която „Бдин“ се обединява с „Миньор“ Кошава. Под името „Бдин – Миньор“ тимът завършва на престижното за предишните си класирания шесто място в групата.
През 1999 г. „Бдин“ отново си връща името и следва силен сезон, но Бдинци са втори с 65 точки, но на цели 13 от победителя в Северозападната В група „Видима-Раковски“ Севлиево.
Бдинци започват следващия сезон 1999/2000 решени да се завърнат сред професионалистите. Мечтата обаче се решава в БФС. По време на зимната пауза „Великият комбинатор“ – Тоти Бенчев, президент на втородивизионния „Кремиковци“ решава да спаси положението, след като от металургичния комбинат спират да дават пари за футбола. Така следва сливане и в Б група се появява „Бдин-Кремиковци“. На мястото на „Бдин“ в северозападна В група влиза „Балкан“ Белоградчик. По време на зимната пауза обаче всички играчи на „Кремиковци“ напускат отбора. Напуска и старши треньорът Кирил Ивков. Благодетелят на отбора Тоти Бенчев се разболява и положението е критично. Старши треньор на „Бдин“ става младият тогава специалист Стефан Яръмов. Той събира играчи от Видин, които са в други отбори и с няколко нови попълнения започва пролетния полусезон. Преди обединението „Кремиковци“ има 4 победи, пет ремита и 6 загуби, което прави 17 точки. След преместването на отбора във Видин обаче са спечелени още 21 т. през пролетния полусезон от 6 победи, 3 ремита и 6 загуби.

###### XXI век
Обединеният отбор на „Бдин-Кремиковци“ завършва на 11-о място в Б групата с 38 точки от 10 победи, 8 равни и 12 поражения, с голова разлика 35:35. Само по-слабите показатели в преките двубои оставят Бдинци пред тимовете на „Металург“ Радомир, „Септември“ София и „Светкавица“ Търговище, които имат същия точков актив. Спасяването на отбора обаче не идва никак лесно. „Бдин“ е лишен от правото да играе във Видин за последните си три домакински мача, заради инцидент по време на срещата с „Видима-Раковски“ Севлиево. Първият мач е в Монтана, където „Бдин“ прави 1 на 1 с „Марица“. Другите две срещи Бдинци играят във Враца. В първия мач побеждават с минималното 1 на 0 прекия конкурент „Металург“. Вторият мач срещу „Дунав“ Русе, който се играе на 3 юни 2000 г. е истинска драма. Два автобуса с фенове пътуват до Враца, за да гледат мача. С попадения на Румен Руменов и Андрей Кирилов, Бдинци повеждат в резултата. В 71. минута Краси Вельов си отбелязва автогол за 2 на 1 , но в крайна сметка „Бдин“ и феновете му ликуват – „Бдин-Кремиковци“ остава в групата. През сезон 2000/01 вече като „Бдин“ видинският футболен отбор отбелязва самостоятелно участие в Б групата шест години след изпадането си. Видинчани обаче издържат финансово само есента. Два дни преди началото на пролетния полусезон „Бдин“ напуска Б група.
От следващия сезон начело на поста президент на „Бдин“ застава инж. Жоро Василев и спасява отбора от изчезване на картата на футболна България. Отборът заиграва в Северозападна В група. Следват няколко години на лутане при аматьорите, за да се стигне до сезон 2005/06. „Бдин“ са втори в класирането на Северозападна В група със 71 точки, само на 3 от първия „Чавдар“ Бяла Слатина. Видинчани имат 22 победи, 5 равенства и само 7 загуби с голова разлика от 78 на 27. „Бдин“ завършва наравно 0 на 0 с Бяла Слатина във Видин и пада с 1 на 0 като гост, което коства първото място. Въпреки това второто място ги изпраща на бараж срещу „Вихър“ Горубляне. След драма на стадион „Белите орли“ в Плевен на 14 юни 2006 г. „Бдин“ пада с 6 на 5 след дузпи. Редовното време завършва наравно 2 на 2. В този мач „Бдин“ е лишен от трима основни играчи – румънците Матей Лауренцио, Епоре Адриян и Лупанча Космин. БФС не допуска до участие в баража триото футболисти от Румъния, тъй като са прекъснали по-рано през сезона състезателните си права, връщайки се да играят в родната си страна. Въпреки това Бдинци повеждат с гол на Борислав Боянов в 25-ата минута. След десетина минути игра Николай Божов изравнява за отбора от квартал Горубляне, а четири минути след почивката носи обрат в резултата, вкарвайки втория си гол в мача. Видинчани обаче показват характер и се връщат с гол в 63-ата минута на Явор Въдов за 2 на 2, при който резултат приключва редовното време. При дузпите опитните Пламен Русинов от „Бдин“ и Чавдар Атанасов от „Вихър“ пропускат да вкарат от бялата точка при първите пет изпълнения на двата отбора. Фатална обаче се оказва последната дузпа след края на редовното време, бита от Николай Ганчев от „Бдин“. Той праща топката в напречната греда и „Вихър“ в Западната Б група.
Следват две първенства, в които „Бдин“ завършва на 5. място в Северозападна В група. В първия сезон класирането е без значение, но през сезон 2007/08, когато пак са пети, в Б група влизат директно първите два тима.
Следващия сезон 2008/09 „Бдин“ играе силно и завършва на второ място в групата. Активът на отбора е 72 точки, събрани от 22 победи, 6 ремита и само 2 загуби, голова разлика 80:22. Първи е „Ботев“ Враца със 79 точки. „Бдин“ не допуска загуба в преките двубои с регионалния враг от Враца – 1:1 у дома и 3:3 при гостуването.
Все пак съдбата подава ръка на „Бдин“. БФС решава да изхвърли „Беласица“ от Западната Б група и при вече минали два кръга от шампионата насрочва бараж между вторите тимове в Северозападната и Югозападната В група – „Бдин“ Видин и „Малеш“ Микрево.
Така датата 19 август 2009 г. става паметна за Видин. На неутралния терен на стадион „Христо Ботев“ в Ботевград Бдинци начело с Даната Петков бият 2 на 1. Борислав Борисов открива резултата в 15-ата минута, а в 79-ата Цветомир Тодоров „убива“ Малеш с втори гол. Съперникът успява само да намали в 91-вата минута чрез Георги Жежев. И така „Бдин“ Видин се завръща в Б група след 10 години за огромна радост на присъствалите на стадиона в Ботевград над 500 фена на отбора и на хилядите си почитатели във Видин.

## Успехи
Републиканско първенство
- Полуфиналист: 1946 (като Бенковски)

A група
- Девето място: 1948/49 (като Бенковски-Спортист)

Царска купа
- Четвъртфиналист (2): 1940, 1941

Купа на Съветската армия
- Четвъртфиналист (2): 1946, 1949 (като Бенковски)

## Наименования
- Бдин (1923 – 1945)
- Бенковски (1945 – 1948)
- Бенковски-Спортист (1948 – 1949)
- Строител (1949 – 1950)
- Червено знаме (1950 – 1957)
- Бенковски (1957 – 1970)
- Бдин (1970 – 1997)
- Бдин-Миньор (1997 – 1998)
- Бдин-Кремиковци (1999 – 2000) (след обединение с Кремиковци (кв. Кремиковци, София))
- Бдин (2000 – 2011)
- Бдин 1923 (от 2012)

## Известни футболисти
- Йордан Кирилов-Ганди
- Никола Громков
- Станчо Бончев
- Румен Йотов
- Веско Петков
- Гацо Стоянов
- Евлоги Йорданов
- Александър Панталеев
- Кирил Тодоров
- Пламен Костов
- Венелин Тодоров-Чопъра
- Огнян Маринов
- Ангел Станков-Гелето
- Тошко Борисов
- Димитър Попов
- Пламен Симеонов
- Стефан Юруков
- Даниел Боримиров
- Росен Кирилов
- Пламен Русинов
- Милен Радуканов
- Мартин Станков

## Известни треньори
- Иван Асенов-Ваци
- Иван Цветков
- Йордан Петков

## Най-много двубои за клуба
- Йордан Кирилов – 468

## Най-много голове
- Огнян Маринов – 108

## Състав 2023/2024

### Треньорски щаб
- Николай Цветков  – старши треньор
- Александър Петров – играещ помощник-треньор
- Веселин Митов – треньор на вратарите

## Стадион
Стадион „Георги Бенковски“ е построен през 1961 г. и е официално открит на 18 юни същата година. Намира се в западната част на град Видин и е близо до основния булевард „Панония“, което го прави лесно достъпен.
Стадионът разполага с капацитет от 9000 места, като 3500 са с пластмасови седалки. След основен ремонт административната сграда разполага с 4 съблекални, стая за делегат на мача, лекарски кабинет, съдийска стая, конферентна зала, стая за допинг проверка, малка зала за мини футбол, както и модерен фитнес и новопостроен боксов ринг. Стадионът разполага с 200 паркоместа. Има изградена и лекоатлетическа писта с 5 коридора.